# Gråtnäsudden
Gråtnäsudden är en bebyggelse i Gävle kommun. Området ingick till 2015 års avgränsning i tätorten Forsby. Vid avgränsningen 2020 klassades bebyggelsen till en separat småort.